# Садове (Благовєщенськ)
Садове (рос. Садовое) — село, підпорядковане місту Благовєщенську Амурської області Російської Федерації. Розташоване на території українського історичного та етнічного краю Зелений Клин.
Входить до складу муніципального утворення Міський округ місто Благовєщенськ. Населення становить 1087 осіб (2018).

## Населення
| 2002  | 2010  | 2012  | 2013  | 2014  | 2015  | 2016  |
| ----- | ----- | ----- | ----- | ----- | ----- | ----- |
| 954   | ↗1088 | ↘1078 | ↘1065 | ↗1068 | ↗1075 | ↗1085 |
| 2017  | 2018  |       |       |       |       |       |
| ↗1089 | ↘1087 |       |       |       |       |       |